# Xosé Gil Gil
Xosé Gil Gil (As Neves, 3 de abril de 1870 — Vigo, 1 de janeiro de 1937) foi um fotógrafo e realizador galego.

## Carreira
Gil estabeleceu-se como fotógrafo em Mondariz, a partir de 1899 residiu em Ourense e em 1905 em Vigo, onde foi redator da revista Vida Gallega no momento da sua fundação em 1909 e também diretor artístico. Foi um dos pioneiros do cinema galego, tendo começado a realizar filmes em 1907, que primeiramente eram feitos apenas para publicitar o seu estúdio fotográfico, mas depois começou a realizar documentários centrados em Vigo. Em Vigo era representante dos automóveis estado-unidenses Ford, e organizou na Praça de Touros de Pontevedra, uma corrida onde os carros eram os cavalos dos picadores, Gil fez chegar este filme ao empreendedor estado-unidense Henry Ford que respondeu-lhe com uma carta de felicitação.
Em 1916, Gil tornou-se o primeiro cineasta a rodar um filme de ficção na Galiza: Miss Ledya, com um argumento temático sobre espionagens e perseguições. No filme, rodado na ilha da Toxa, o escritor galego Castelao interpretou o papel do pastor protestante.
Gil inventou também o chamado cinema de correspondência, pois o realizador compreendia a importância das imagens como do correio visual entre a Galiza e a emigração. Utilizados como se fossem cartas ou postais, seus filmes iam e vinham da Galiza até a América do Sul, para os emigrantes de lá assistirem. Nuestras fiestas de allá é a sua obra mais conhecida. Em 1922 fundou a companhia produtora Galicia Cinegráfica que a partir de 1929 realizou o noticiário cinematográfico Revista de Galicia.
O realizador morreu a 1 de janeiro de 1937 e está enterrado no Cemitério de Pereiró, em Vigo, onde uma rua foi batizada com seu nome.